# Gebhard Fidel Beck
Gebhard Fidel Beck (* 14. Januar 1825 in Feldkirch; † 7. Februar 1905 ebenda) war ein österreichischer Mediziner und Politiker.

## Leben
Als Sohn eines Schlossers geboren, ging Beck auf das Gymnasium in Feldkirch. Nach seinem Abschluss studierte er Medizin in Wien. Während seines Studiums wurde er 1845 Mitglied der Alten Wiener Burschenschaft Arminia. 1848 gehörte er dem Mediziner-Korps der Wiener akademischen Legion an. 1851 wurde er zum Dr. med. promoviert.
Beck arbeitete von 1851 bis 1858 als Gemeindearzt in Au und ab 1859 in Feldkirch, wo er ab 1873 auch als Stadtarzt, Bahnarzt und Gerichtswundarzt tätig war. Er wurde Sanitätsrat und 1874 Magistratsrat. Bis 1887 gehörte er dem Ortsschulrat an; er war auch Armenfondsverwalter.
Der Feldkircher Stadtvertretung gehörte er über 40 Jahre lang als Mitglied der freiheitlichen/freisinnigen Partei. In den Jahren 1884 bis 1896 war er für die Stadt Feldkirch Abgeordneter des Landtags, in dem er zahlreichen Ausschüssen angehörte, so beispielsweise ab 1884 dem Landesausschuss. In den Jahren 1890 bis 1896 war er als Landeshauptmannstellvertreter Teil der Landesregierung.
Er war Mitglied im Verein Vorarlbergischer Ärzte, dessen Vorstand er in den Jahren 1862 bis 1864 und 1866 bis 1867 angehörte.
Beck war verheiratet und hatte sieben Kinder.

## Ehrungen
- Franz-Joseph-Orden, Ritterkreuz